# Grego ático
Grego ático é o dialeto de prestígio do grego antigo que era falado na Ática, região onde se localiza Atenas. Dos dialetos do grego antigo, o grego ático é o mais semelhante ao grego posterior, e é a forma padrão do idioma, estudada na maior parte dos cursos de grego antigo.

## Origem e abrangência
O grego é um ramo independente da família de línguas indo-europeia, um grupo que inclui o português. Em tempos históricos o idioma já apresentava diversos dialetos, um dos quais era o ático.
Os primeiros registros do grego datam dos séculos XVI e XI a.C., e foram feitos num sistema de escrita arcaico, o Linear B, usado pelos gregos micênicos. A distinção entre o grego ocidental e oriental já teria surgido durante o período micênico, e mesmo antes. O grego micênico representa uma forma antiga do grego oriental, o ramo ao qual o ático também pertence. Devido à lacuna existente nos registros escritos entre o desaparecimento da Linear B, por volta de 1200 a.C. e as primeiras inscrições no alfabeto grego, por volta de 750 a.C., o desenvolvimento dos dialetos ainda permanece opaco. A literatura grega posterior fala de uma divisão em três dialetos principais: o eólico, o dórico e o jônico. O ático fazia parte do grupo dialetal jônico.
"Ático antigo" é um termo usado para se referir ao dialeto de Tucídides (460-440 a.C.) e os dramaturgos do célebre século V a.C. ateniense; "ático novo" é o termo usado para se referir ao idioma usado por escritores posteriores.
O grego ático existiu até o século IV a.C., quando acabou sendo substituído pela sua cria mais "universal", o koiné ou "dialeto comum" (ἡ κοινὴ διάλεκτος). A hegemonia cultural do Império Ateniense e a adoção posterior do grego ático pelo rei Felipe II da Macedônia (382-336 a.C.), pai do conquistador Alexandre, o Grande, foram dois fatores chave para garantir a supremacia do ático sobre os outros dialetos gregos, e a expansão de seu descendente, o koiné, por todo o império helênico legado por Alexandre. A ascensão do koiné foi convencionalmente estabelecida na ascensão de Ptolomeu II, o rei grego que governou a partir de Alexandria, no Egito, e que iniciou o "período alexandrino", durante o qual esta cidade e os acadêmicos expatriados da Grécia que lá viviam floresceram.
Em seu tempo, o dialeto ático era falado numa área que abrangia a Ática, a Eubeia, algumas das ilhas Cíclades centrais, além de áreas da costa norte do mar Egeu, na Trácia (por exemplo Calcídica, Χαλκιδική). O dialeto jônico, parente próximo do ático, era falado ao longo da costa noroeste e ocidental da Ásia Menor (na atual Turquia), no lado oriental do Egeu. Eventualmente, o ático literário (bem como os textos clássicos que foram escritos nele) acabou por ser estudado muito além de sua terra de origem, primeiro por todas as civilizações clássicas do Mediterrâneo, como Roma, e do mundo helenístico, e posteriormente no mundo islâmico, no resto da Europa e em todos os lugares do mundo para onde a civilização europeia o levou consigo.

## Literatura no dialeto ático
Os primeiros exemplos registrados da literatura grega, atribuídos a Homero e datados dos séculos VII e VIII a.C., não foram escritos no dialeto ático, mas sim no 'antigo jônico'. Atenas e seu dialeto permaneceram relativamente obscuros até que as mudanças constitucionais ocorridas na pólis levaram à implementação da democracia em 594 a.C., marco do período clássico e da ascensão da influência ateniense sobre a Grécia Antiga.
As primeiras obras relevantes de literatura feitas na Ática são as peças dos dramaturgos Ésquilo, Sófocles, Eurípides e Aristófanes, no século V a.C.. As obras do filósofo ateniense Platão também remontam a este notável século para a literatura. Os feitos militares dos atenienses legaram alguns dos relatos históricos mais lidos e admirados universalmente, as obras de Tucídides e Xenofonte. Menos conhecidas, talvez por serem mais técnicas, são as orações de Antifonte, Demóstenes, Lísias, Isócrates, e tantos outros. O grego ático do filósofo Aristóteles (384-322 a.C.), cujo mentor foi Platão, já data do período no qual o ático clássico passou a se transformar no koiné.
Os estudantes que aprendem o grego antigo nos dias de hoje costumam começar o aprendizado com o dialeto ático, avançando gradualmente, de acordo com seu interesse, ao koiné do Novo Testamento e de outros escritos cristãos, ou ao grego homérico, para ler as obras de Homero e Hesíodo, ou mesmo do grego jônico, para ler as históricas de Heródoto ou os textos médicos de Hipócrates.

## Alfabeto ático

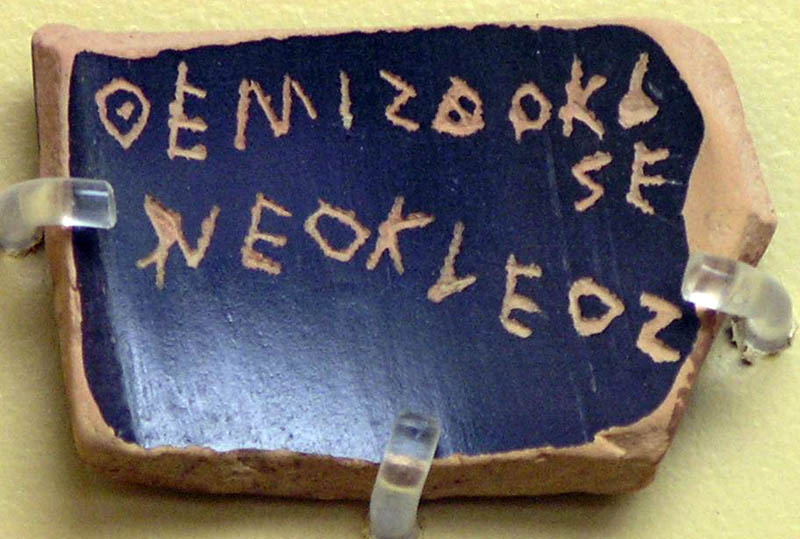
Cédula usada para votar contra Temístocles, filho de Néocles, durante a democracia ateniense (ver ostracismo). As duas últimas letras do primeiro nome foram escritas no sistema bustrofédon, e o E é utilizado tanto para o "e" longo quanto para o "e" curto.

O alfabeto ático clássico é formado pelas 24 letras mais familiares do alfabeto grego (em maiúsculas):
Α, Β, Γ, Δ, Ε, Ζ, Η, Θ, Ι, Κ, Λ, Μ, Ν, Ξ, Ο, Π, Ρ, Σ, Τ, Υ, Φ, Χ, Ψ, Ω.
Possui sete vogais: Α, Ε, Η ("e" longo), Ι, Ο, Υ, Ω ("o" longo).
As primeiras escritas gregas não foram feitas com base em um alfabeto grego desenvolvido, e, sim, num silabário conhecido atualmente como Linear B, onde cada símbolo representava uma combinação de uma consoante mais uma vogal. Esse silabário foi utilizado pela civilização micênica entre os séculos XV e XIII a.C. para escrever em grego micênico, a forma mais remota de grego conhecida. O Linear B é derivado, provavelmente, do alfabeto conhecido como Linear A, que ainda não foi decifrado. Já o alfabeto grego arcaico surgiu há cerca de 800 a.C. (século IX a.C.), séculos após a queda da civilização micênica e consequente abandono de sua escrita Linear B, um dos primeiros sistemas de escrita gregos. Quando o alfabeto grego arcaico já era de uso corrente por volta do século IX a.C., ele já estava dividido em duas variantes: uma ocidental, outra oriental, das quais descendem, respectivamente, os alfabetos etrusco/latino e grego. Sabe-se que a origem de parte do alfabeto grego está no alfabeto fenício, e que foi tomada parte considerável para representar unicamente as letras consonantais semíticas, outras foram adaptadas para representar vogais, como o alef, que se tornou o alfa (A) grego, o he, que se tornou o epsilon (E) grego, e o 'ayin, que se tornou o omicron (O) grego. 
À medida que a utilidade do mais novo alfabeto se tornava evidente, os dialetos regionais, chamados de "epicóricos", começavam a surgir; porém, o alfabeto ático primitivo ainda não fazia distinção entre vogais longas e curtas (como o posterior faria entre "ε" e "η", "ο" e "ω"). Também ainda não possuía as letras Ψ (psi) e Ξ (xi), e usava os dígrafos ΦΣ e ΧΣ para representar esses sons. As letras minúsculas (α, β, γ, etc.) e o iota subscrito - uma invenção medieval - somente seriam criados num futuro distante. O digama, que deixou de ser usado no período clássico, tinha o valor de /w/.
Enquanto isso, do outro lado do mar Egeu, na Jônia, uma nova forma do alfabeto ático surgia - a jônica. Era o alfabeto grego clássico, o sistema vigente de 24 letras, e foi originalmente a variante regional das cidades jônicas da Anatólia, adotado oficialmente em Atenas no ano de 403 a.C. e no resto do mundo grego por volta do século IV a.C. Ele faz distinção entre o "o" longo e "o" curto (Ω e Ο) e deixou de usar o H (eta) para indicar a aspiração forte (como o som do "h inglês"), e passou a usá-lo para representar o "e" longo, mantendo o E para representar o "e" curto; o digama foi abandonado e surgiram o Ψ e o Ξ. Em 403 a.C., a cidade-estado de Atenas, já com poder e influência internacional, percebeu a necessidade de uma padronização do alfabeto e adotou oficialmente o alfabeto jônico.
Tanto o cidadão comum da Grécia Antiga quanto o erudito grego utilizavam unicamente o alfabeto jônico maiúsculo: "Α", "Β", "Γ", "Δ", etc. Na época, letras minúsculas, acentos e qualquer outro tipo de marcação sobre ou sob as letras, e até mesmo a pontuação, eram completamente desconhecidos e só apareceram no grego escrito na Idade Média. Ademais, quando se reedita literatura ática antiga contemporaneamente, empregam-se muitos recursos gráficos que não estavam presentes nos originais da época, muitos dos quais, somente foram acrescentados pelos escribas bizantinos ulteriormente.

## Fonologia

### Vogais
- O ático-jônico muda o ā indo-europeu para ē (α longo > η); por exemplo, latim māter, ático mētēr ("mãe"). O ático mantém o ā depois de e, i, r,  ático chōrā, jônico chōrē, "país". Exceções aparentes são mudanças sonoras ocorridas posteriormente: ático *korwā > *korwē > korē, "garota".
- O grego oriental altera o a curto indo-europeu para um e curto: Artemis/ Artamis ("Ártemis").
- O ático-jônico alterna i e u, de modo a assimilá-los a um i ou u na sílaba seguinte: biblion/ bublion, "livro".
- Em casos onde o ě ou ǒ primitivo se torna ē ou ō, o ático apresenta ditongos espúrios (que não são originais): eimi/ ēmi, de *esmi, "sou", onde o e é alongado para compensar a perda do s.
- O υ do grego antigo era pronunciado originalmente como o u de "uva", e foi substituído nos outros dialetos por ου; no ático, no entanto, acabou se desenvolvendo num som similar ao u francês, ou ao ü alemão: ático kurios, beócio kourios, "senhor".
- Nos ditongos longos originais āi, ēi, ōi, o i deixou de ser pronunciado. O iota subscrito medieval é uma evidência deste fato.
- Ā ou ǎ seguido por ě ou ē é contraído para ā, e por ô ou ō para ō, no ático: nikā-ein > nikān, "conquistar"; *Poseidāwōn > *Poseidāōn > Poseidōn, "Posídon". No entanto, ě seguido por ā não sofre contração: Timěās (nome pessoal); enquanto ě seguido por ě torna-se o ditongo espúrio ei: *treies > *trees > treis, "três", e ě seguido por ǒ torna-se o ditongo espúrio ou: *geněsǒs > *geněǒs > genous, "de um geno".
- No ático ē seguido por uma vogal curta pode se tornar ě seguido por vogal longa (metátese quantitativa): épico nēos, porém ático něōs, "de uma nau"; jônico basilēǒs, porém ático basilěōs, "de um rei".
- Por vezes um fonema é criado a partir de dois, ao se tirar um deles (hiférese): ático bǒēthŏs, no lugar do épico bǒēthŏǒs, "ajuda".
- Ditongos longos são encurtados antes de /s/; isto ocorre principalmente no dativo plural da terceira declinação: basilēw- + si(n) > basilěusi(n), porém jônico basilēusi(n).

### Consoantes
- O ático tipicamente apresenta tt (ττ) onde o jônico tem ss (σσ). Uma explicação possível para este fenômeno seria uma forma original *ky ou *chy-, que se tornou tt e, posteriormente, ss no jônico, como em glotta/glossa, "língua", de *glochya.[6] O mesmo teria ocorrido com *ty e *tw, em alguns casos, como em tettares/tessares, "quatro", latim quattuor.
- O ático-jônico apresenta um n móvel, que é inserido no fim de uma palavra terminada em vogal para evitar a colisão com a vogal que inicia outra palavra, em casos como uma desinência do dativo ou uma terceira pessoa do plural que termine em -σι, ou uma terceira pessoa do singular que termine em -ε; por exemplo, pasi legousi, "eles falam a todos", e pasin elegon, "eles estavam falando a todos".
- O ático perdeu o w (digama) antes dos tempos históricos: beócio kalwos, ático kalos, "bom".
- Diversos dialetos, incluindo o ático, mudaram t para s antes de i ou u: Eutretis, topônimo beócio, ático Eutresis; dórico tu, ático-jônico su, "tu".
- ss tornou-se s
- O ático é um dos 'dialetos h', isto é, o spiritus asper, ou aspiração forte, que tipicamente tinha se originado de uma inicial s ou i que desapareceu com o tempo, foi preservado neste dialeto, enquanto nos outros não: ático histamen (de *sist-), cretense istamen, "nós estamos de pé".

## Morfologia
- O ático tende a substituir o sufixo -ter ("aquele que faz") por -tes: dikastes no lugar de dikaster ("juiz").
- A terminação adjetival -eios e a sua correspondente terminação em substantivos, ambas compostas por duas sílabas com o ditongo ei, são usadas no lugar de ēios, com três sílabas, em outros dialetos: politeia, cretense politēia, "constituição", ambos de politewia, depois da perda do w.

## Gramática
A gramática ática é em grande parte idêntica à gramática do grego antigo; esta seção apresenta apenas as suas peculiaridades.

### Declinação
No que diz respeito à declinação, há alteração na raiz, isto é, a parte da palavra que é declinada à qual as terminações de caso são sufixadas; assim, na primeira declinação feminina (-a ou -alfa), em que a raiz tradicionalmente terminaria num a longo, de maneira paralela à primeira declinação do latim, o ático-jônico utiliza um e longo (eta) no singular - exceto, apenas no ático, depois de e, i ou r: gnome, gnomes, gnome(i), gnomen, etc., "opinião", mas thea, theas, thea(i), thean, etc., "deusa".
O plural é o mesmo em ambos os casos: gnomai e theai, porém outras alterações sonoras foram mais significantes na formação do ático; por exemplo, o -as original do nominativo plural foi substituído pelo ditongo -ai, que não sofreu a mudança de a para e. Nas poucas palavras masculinas com raiz -a, o singular genitivo segue a declinação -o: stratiotēs, stratiotou, stratiotēi, etc.
Na segunda declinação (declinação -o ou ômicron), formada especialmente por palavras masculinas (embora algumas sejam femininas), a raiz termina em o ou e, e é composta, por sua vez, de uma raiz mais uma vogal temática, um o ou e numa série de ablauts indo-europeus paralelos à formações semelhantes do verbo. É equivalente à segunda declinação. A alternância entre o -os do grego e o -us do latim no singular nominativo é familiar a todos os leitores dos dois idiomas.
No grego ático a terminação original do genitivo singular, *-osyo, após perder o s (como em todos os dialetos) acaba por prolongar a raiz o até formar o ditongo espúrio -ou: logos, "a palavra", logou (de *logosyo), "da palavra". O plural dativo do ático-jônico era -oisi, que também aparece no ático primitivo mas que é simplificado para -ois posteriormente: anthropois, "para ou pelos homens".

## links
- Tutoriais de grego antigo - pronúncias em áudio da pronúncia de letras e palavras no grego ático
- Grego (ático) clássico online